# 奥伯维尔
奥伯维尔（德語：Oberwil，德語發音：[ˈoːbɐˌviːl]）是瑞士巴塞爾鄉村州的一个市镇，位於該國北部，面積7.88平方公里，海拔高度316米，2012年人口10,794，三成半人口信奉基督教，人口密度每平方公里1370人。

## 外部連結
- 官方网站 （页面存档备份，存于） （德文）
- Swissinfo Article: Federer turns his back on home canton[]